# Pátka
Pátka è un comune dell'Ungheria di 1.645 abitanti (dati 2001). È situato nella contea di Fejér.